# Kátia Cilene
Kátia Cilene Teixeira da Silva (Rio de Janeiro, 18 de fevereiro de 1977) é uma ex-futebolista brasileira que atuava como atacante.

## Biografia
Carioca do bairro de Padre Miguel, Kátia começou a jogar futebol por volta dos nove anos de idade, passando a treinar regularmente com 15 anos, depois que abandonou o atletismo, esporte o qual também se dedicava. Chegou a ser recordista sul-americana juvenil do heptatlo, onde se tornou campeã pan-americana em 1995, na Venezuela.

## Carreira
Começou no Vasco da Gama em 1994 e pelo clube foi campeã carioca em 1996.
Em seguida foi para o Saad EC, onde se tornou campeã da Taça Brasil também em 1996.
Em 1997, o São Paulo FC contratou todo o time do Saad. Pelo clube, foi a artilheira do Campeonato Paulista de 1997, com 35 gols; de 1998, com 42 gols; e de 1999, com 48 gols; e também do Campeonato Brasileiro de 1997, com 18 gols, de 1998, com 36 gols e de 1999/2000, com 19 gols. Estima-se que ultrapassou a casa dos 230 gols pelo time do Morumbi.
Pelo Tricolor Paulista, onde ficou até 2000, Kátia tornou-se bicampeã paulista (1997 e 1999) e ganhou outra Taça Brasil (1997).
Depois de sair do São Paulo, fez carreira vitoriosa pelos Estados Unidos e Europa. No San Jose CyberRays, dos EUA, foi eleita a melhor jogadora da liga americana em 2002 e foi artilheira da WUSA - liga profissional dos Estados Unidos em 2003.
Depois foi para a Espanha, defender o Estudiantes Huelva em 2005 e o Levante UD em 2005-2006, pelo qual ganhou a Copa da Rainha em 2006.
A seguir foi tetracampeã francesa pelo Lyon (2007-2010), alcançando a marca de 57 gols em 58 jogos e tornando-se a primeira estrangeira a ser artilheira do Campeonato Francês, em 2009.
Depois foi para o Paris Saint-Germain, onde ficou entre 2010 e 2011.
Jogou ainda no FC Zorky Krasnogorsk, da Rússia (2011–2013), no Sundsvalls DFF, da Suécia (2013) e no Botafogo FR (2014), onde pendurou as chuteiras.

### Seleção Brasileira

Kátia Cilene junto à Seleção Brasileira nas Olimpíadas de Sydney 2000.

Foi convocada pela primeira vez à Seleção Brasileira em 1995.
Foi campeã sul-americana em 1998 e 2003.
Disputou quatro Copas do Mundo (1995, 1999, 2003 e 2007), sendo vice-campeã em 2003 e Chuteira de Bronze em 2003 com 4 gols. e duas Olimpíadas pelo Brasil (1996 e 2000). Não foi à Atenas, em 2004, por causa de uma contusão no joelho.
A maior conquista de Kátia Cilene com a camisa canarinho foi a medalha de ouro dos Jogos Pan-Americanos do Rio de Janeiro, em 2007, quando foi reserva de Cristiane.  Decidiu se aposentar da seleção após o vice-campeonato mundial naquele mesmo ano.

### Seleção Militar
Em 2011, participou dos Jogos Mundiais Militares, pela Seleção Brasileira Militar Foi a artilheira única da competição, com 9 gols.

## Títulos
Vasco da Gama
- Campeonato Carioca: 1996

Saad EC
- Taça Brasil: 1996

São Paulo FC
- Campeonato Paulista: 1997 e 1999
- Taça Brasil: 1997

Levante UD
- Copa da Rainha: 2006

Lyon
- Campeonato Francês: 2007, 2008, 2009 e 2010

Seleção Brasileira
- Jogos Pan-Americanos: 2007
- Campeonato Sul-Americano: 1995, 1998 e 2003